# Oneirodes macrosteus
Oneirodes macrosteus is een straalvinnige vissensoort uit de familie van armvinnigen (Oneirodidae). De wetenschappelijke naam van de soort is voor het eerst geldig gepubliceerd in 1974 door Pietsch.